# Pachetra pyrenaica
Pachetra pyrenaica är en fjärilsart som beskrevs av Charles Oberthür 1884. Pachetra pyrenaica ingår i släktet Pachetra och familjen nattflyn. Inga underarter finns listade i Catalogue of Life.